# Roger Gilson
Roger Gilson (19 september 1947 - 18 januari 1995) was een Luxemburgs wielrenner en veldrijder. Hij werd onder andere vier keer Luxemburgs kampioen op de weg.

## Palmares

### Veldrijden
| Seizoen | WK  | LK     | Overige |
| ------- | --- | ------ | ------- |
| 1965-66 | -   | Brons  |         |
|         |     |        |         |
| 1669-70 | -   | Brons  |         |
|         |     |        |         |
| 1976-77 | 18e | Goud   | Assel   |
| 1977-78 | 14e | 1*     |         |
| 1978-79 | -   | Zilver |         |
| 1979-80 | 16e | Zilver |         |

*in 1978 won hij het nationale kampioenschap, maar deze uitslag werd geschrapt

### Wegwielrennen

##### Overwinningen
1967
2e etappe Flèche du Sud
Flèche du Sud
1969
Flèche du Sud
1972
 Luxemburgs kampioen op de weg, Elite
1974
 Luxemburgs kampioen op de weg, Elite
1975
 Luxemburgs kampioen op de weg, Elite
1976
2e etappe Ronde van Spanje
 Luxemburgs kampioen op de weg, Elite

## Ploegen
- 1969 –  Sonolor-Lejeune
- 1969 –  Frimatic-Viva-De Gribaldy
- 1972 –  Rokado
- 1973 –  Rokado
- 1974 –  Rokado
- 1975 –  Rokado
- 1976 –  Frisol-Gazelle
- 1977 –  Gios-Torino
- 1980 –  Rauler-Gipiemme